# Six Flying Dragons
Six Flying Dragons (en hangul, 육룡이 나르샤; romanización revisada, Yokryongi nareusya), conocida también en español como Seis dragones voladores, es una serie de televisión histórica surcoreana emitida entre 2015 y 2016 sobre seis personas (dragones) que luchan contra del mal durante Koryo, finalizando con el establecimiento de la dinastía Joseon, actuando como precuela de la serie de 2011, Deep Rooted Tree.
Protagonizada por Yoo Ah In, Kim Myung Min, Shin Se Kyung, Byun Yo Han, Yoon Kyun Sang y Chun Ho-jin. Fue transmitida por SBS desde el 5 de octubre de 2015 hasta el 22 de marzo de 2016, con una extensión de 50 episodios emitidos cada lunes y martes a las 22:00 (KST).

## Argumento
El conflicto ideológico y político entre el príncipe Lee Bang Won (Yoo Ah In) —más tarde rey Taejong— y Jeong Do Jeon (Kim Myung Min), el decisivo hombre en ayudar al padre del príncipe Lee Seong-kye (Chun Ho-jin) —Rey Taejo— a establecer Joseon. Jeong Do Jeon quiere un país gobernado por ministros, mientras que Taejong quiere poder absoluto.

## Reparto

### Personajes principales
- Yoo Ah In como Lee Bang Won.
  - Nam Da-reum como Bang Won (joven).
- Kim Myung Min como Jeong Do Jeon.
- Shin Se Kyung como Boon Yi.
  - Lee Re como Boon Yi (joven).
- Byun Yo Han como Ddang Sae.
  - Yoon Chan Young como Ddang Sae (joven).
- Yoon Kyun-sang como Moo Hyul.
  - Baek Seung-hwan como Moo Hyul (joven).
- Chun Ho-jin como Lee Seong-kye.

### Personajes secundarios
- Jeong Yu Mi como Yeon Hee.
  - Park Si Eun como Yeon Hee (joven).
- Lee Ji Hoon como Heo Gang.
- Yoon Son Ha como Cho Young.
- Lee Cho Hee como Gab Boon.
  - Kwak Ji Hye como Gab Boon (joven).
- Park Hyuk Kwon como Gil Tae Mi / Gil Sun Mi.
- Park Sung-hoon como Gil Yoo.
- Seo Yi-sook como Myo-sang.
- Park Hae-soo como Lee Ji Ran.
- Gong Seung Yeon como Min Da Kyung (Reina Wongyeong).
- Min Sung Wook como Jo Young Kyu.
- Seo Dong Won como Yi Bang Gwa.
- Lee Jun-hyeok como Hong Dae-hong.
- Choi Jong Won como Yi In Gyeom.
- Jeon No Min como Hong In Bang.
- Han Sang-jin como Monje Jukryong.[6]
- Kim Ha Kyun como Baek Yoon.
- Heo Joon Suk como Dae Geun.
- Kim Eui Sung como Jeong Mong Ju.
- Lee Seung Hyo como Yi Bang Woo.
- Yoon Seo Hyun como Woo Hak Joo.
- Jung Moon-sung como Han Goo-young.
- Seo Hyun-chul como Jang Sam-bong.[7]
- Kim Hee Jung como Madame Kang.
- Jo Hee Bong como Ha Ryun.
- Jo Young Jin como Min Je.
- Kang Shin-hyo como Lee Bang-gan.[8]
- Ahn Suk Hwan como Profesor Yooksan.
- Jeon Guk Hwan como Choe Yeong.
- Choi Jong Hwan como Jo Min Soo.
- Ha Joon como Ryoo Moon-sang.
- Han Ye Ri como Yoon Lang / Cheok Sa Gwang.
- Ahn Kil-kang como Jo So-saeng.
- Lee Myung Haeng como Jo Joon.
- Jin Seon-kyu como Nam-eun.
- Choi Jong-won como Lee In-gyeom.
- Kang Ki Young como el ayudante de Bang-won.
- Kwon Hwa-woon como Hwang Hee.
- Kim Jong-soo como Lee Saek.[9]
- Yeo Hoe-hyun.
- Jeon Sung-woo como un Estudiante.
- Jang Seung-jo como un Erudito.
- Park Hoon.
- Lee Do-yeop como el rey Gong-yang de Goryeo.
- Baek Eun-hye como una bailarina.
- Im Chul-soo como un soldado.
- Lee Joon-ok como un soldado.
- Yang Kyung-won como Ahn-won.
- Yoo Jung-rae.[10]
- Kim Hak-sun como el mayordomo de Im Gyeon-mi.[11]

### Apariciones invitadas
- Lee Soon-jae como Lee Ja-joon, el padre de Lee Seong-kye (ep. 1).
- Park Myung-hoon como un sirviente de la casa de Lee In-gyeom (ep. 22).
- Park Joon-mok como Seon-dol (ep. 37, 39-40).
- Jeon Jin-seo como Eun-ho el hijo de Wang Yo (ep. 42-44).
- Shin Seung-hwan como Park Po (ep. 50).[12]

## Premios y nominaciones
| Año  | Premios               | Categoría                                     | Nominado                  | Resultado | Ref.   |
| ---- | --------------------- | --------------------------------------------- | ------------------------- | --------- | ------ |
| 2015 | 23.º SBS Drama Awards | Grand Prize (Daesang)                         | Yoo Ah-in                 | Nominado  |        |
| 2015 | 23.º SBS Drama Awards | Top Excellence Award, Actor in a Serial Drama | Chun Ho-jin               | Nominado  | [ 13 ] |
| 2015 | 23.º SBS Drama Awards | Top Excellence Award, Actor in a Serial Drama | Yoo Ah-in                 | Ganador   | [ 13 ] |
| 2015 | 23.º SBS Drama Awards | Top Excellence Award, Actor in a Serial Drama | Kim Myung-min             | Nominado  | [ 13 ] |
| 2015 | 23.º SBS Drama Awards | Excellence Award, Actor in a Serial Drama     | Byun Yo-han               | Ganador   | [ 13 ] |
| 2015 | 23.º SBS Drama Awards | Excellence Award, Actress in a Serial Drama   | Shin Se-kyung             | Ganadora  | [ 13 ] |
| 2015 | 23.º SBS Drama Awards | Special Award, Actor in a Serial Drama        | Park Hyuk-kwon            | Ganador   | [ 13 ] |
| 2015 | 23.º SBS Drama Awards | Special Award, Actor in a Serial Drama        | Jeon No-min               | Nominado  | [ 13 ] |
| 2015 | 23.º SBS Drama Awards | Top 10 Stars                                  | Yoo Ah-in                 | Ganador   | [ 13 ] |
| 2015 | 23.º SBS Drama Awards | Top 10 Stars                                  | Shin Se-kyung             | Ganadora  | [ 13 ] |
| 2015 | 23.º SBS Drama Awards | Best Couple Award                             | Yoo Ah-in y Shin Se-kyung | Ganadores | [ 13 ] |

## Emisión internacional
- Canadá: All TV.
- Estados Unidos: KSCI-TV (L.A.).